# Aston le Walls
Aston le Walls est une paroisse civile et un village du Northamptonshire, en Angleterre.